# Arvid Järnefelt

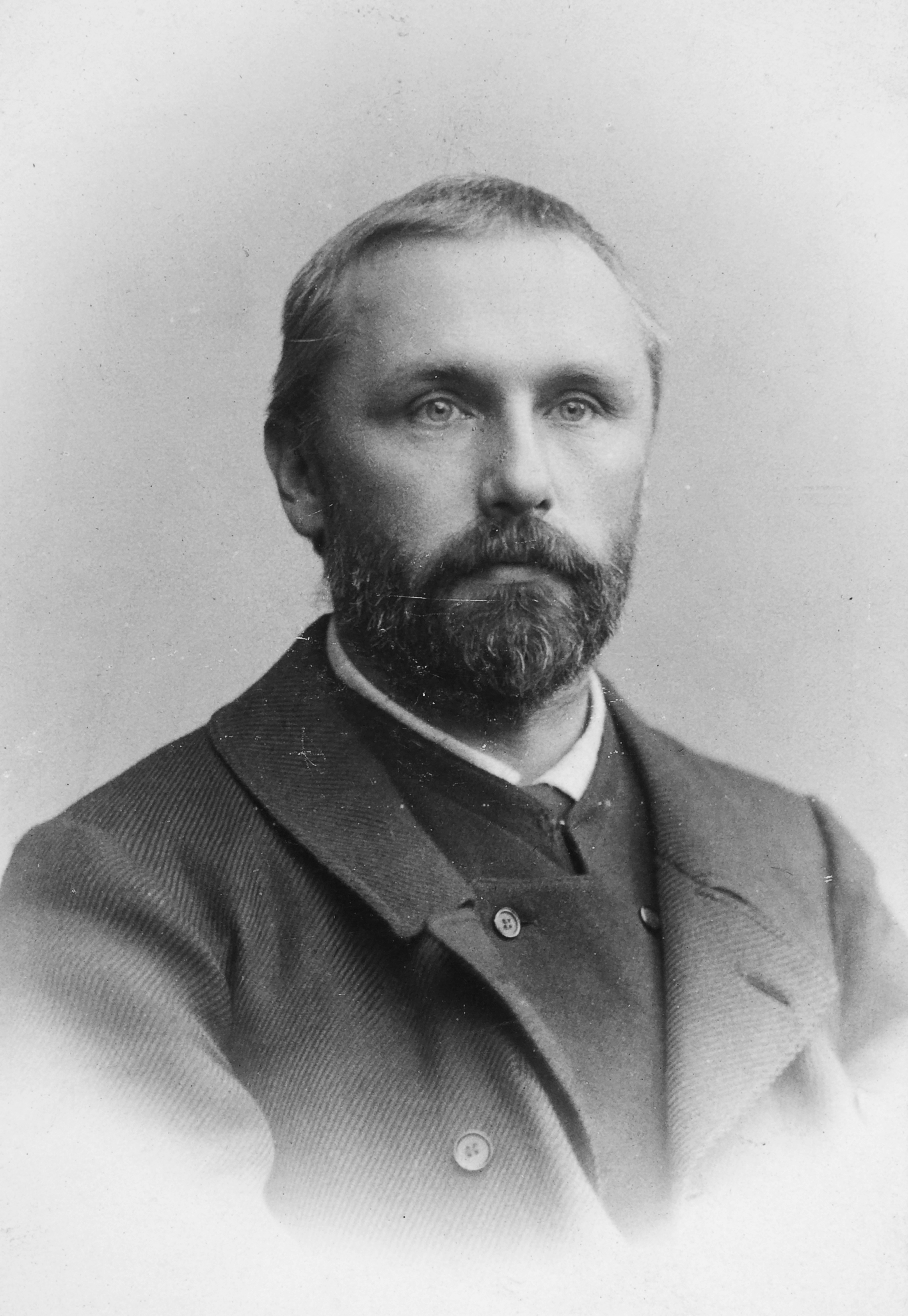
Arvid Järnefelt.

Arvid Järnefelt, född 16 november 1861 i Pulkova, nära Sankt Petersburg, Ryssland, död 27 december 1932 i Helsingfors, var en finländsk författare och jurist.
Arvid Järnefelt var ett av nio barn till generallöjtnanten August Alexander Järnefelt och Elisabeth, född Clodt von Jürgensburg. Han var bror till Kasper, Eero, Armas Järnefelt och Aino Sibelius. Han var gift med Emilia Fredrika Parviainen.
Järnefelt studerade juridik och tog examen vid Helsingfors universitet. Han arbetade som sekreterare och tolk vid riksdagen 1891 och var även verksam som jordbrukare i Lojo. Arvid och hans mor Elisabeth var starkt influerade av Tolstoj och engagerade sig i tolstojanismen. I Tolstojs anda verkade de under en tid som bönder i Virkby i Lojo, där de även tog initiativ till att en läsestuga för allmogen startades.

## Utmärkelser
- Riddare av Hederslegionen,  1930[6]

[Redigera Wikidata]

## Utgivna verk (urval)
- Greta och hennes Herre (1925)
- Mina föräldrars roman (1928-1930)
- Mitt uppvaknande (1894)
- Helena (1902)